# Узагальнені координати
Узага́льнені координа́ти — змінні, які використовуються в механіці для задання миттєвого положення механічної системи в просторі.
На відміну від декартових координат матеріальних точок, які задають загальний формалізм для опису будь-якої системи, вибір узагальнених координат визначається специфікою конкретикою системи. Наприклад, при розгляді коливань математичного маятника, досить обмежитися лише однією узагальненою координатою — кутом відхиленням маятника від вертикальної осі, при обертанні твердого тіла — кутом повороту тощо.
Похідні від узагальнених координат називаються узагальненими швидкостями. В гамільтоновій механіці вводиться також поняття узагальненого імпульсу.
В теорії абстрактні узагальнені координати заведено позначати літерою q, відповідні узагальнені швидкості — {\displaystyle {\dot {q}}}, узагальнені імпульси — p.